# Cítara

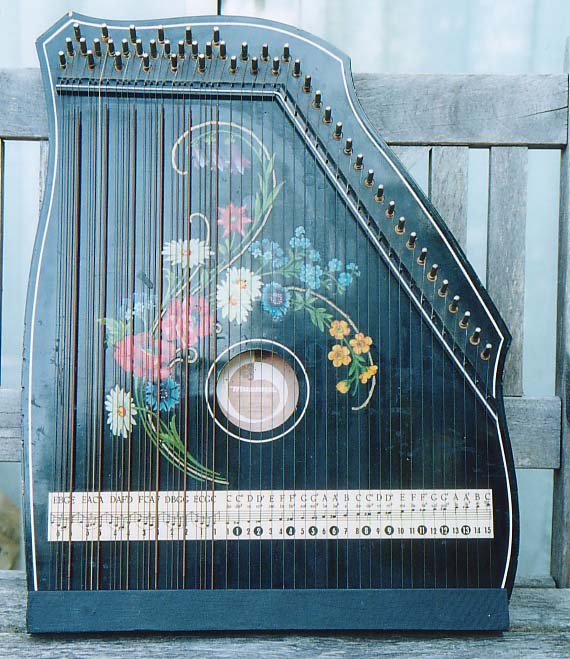
Cítara.

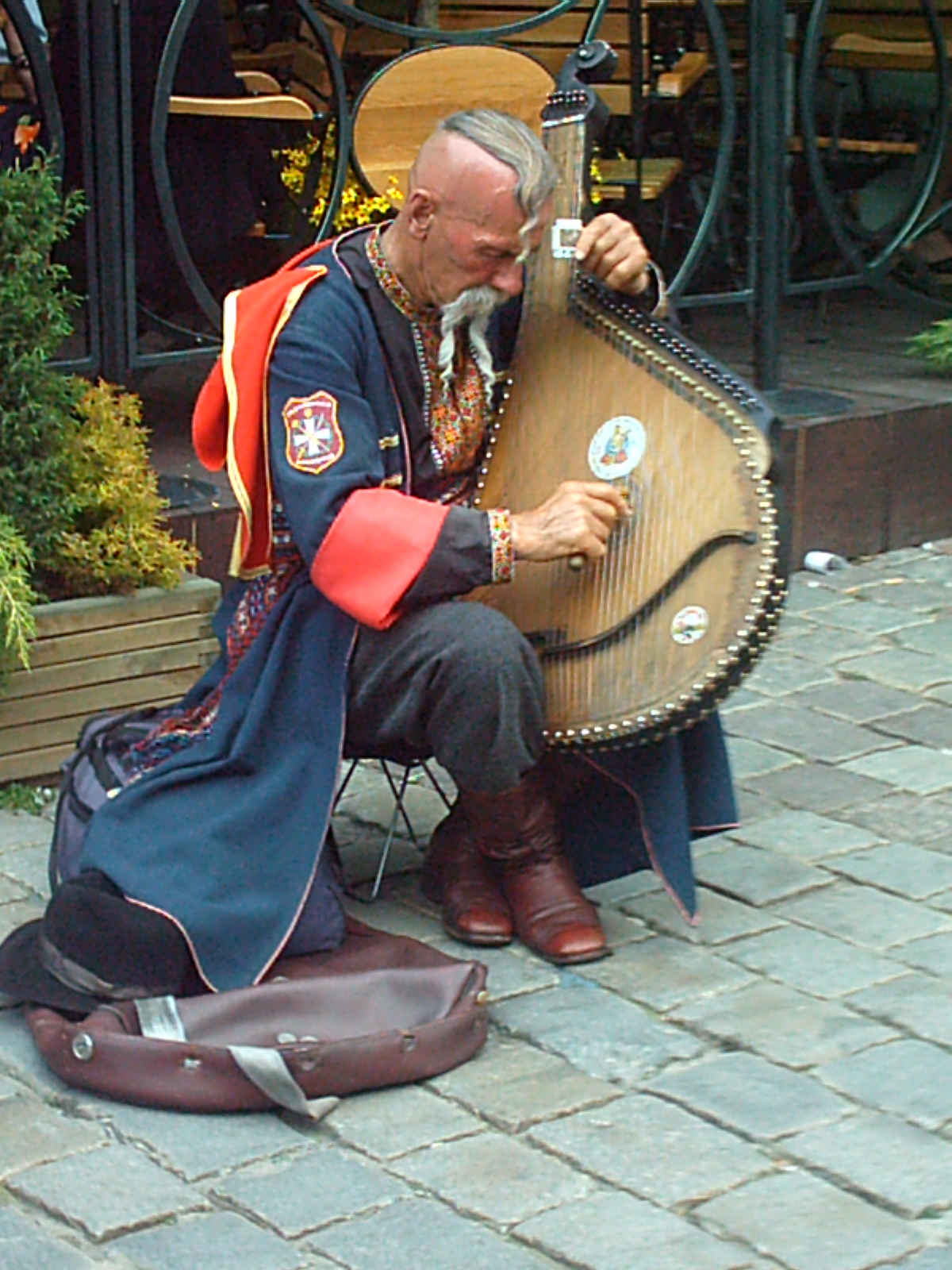
Músico callejero tocando una bandura, tipo de cítara ucraniana.

La cítara, del latín cithăra y este del griego κιθάρα (transcrito, kizara) es  un instrumento de cuerda hecho de madera. Perteneciente a la familia de los instrumentos de cuerda pulsada, similar a la lira o el arpa de mano. En la Antigua Grecia su uso estaba asociado con el culto a Apolo, en contraposición al aulós, asociado al culto a Dionisos, y por tanto estaba considerada un instrumento más "noble" que el asociado al dios de las pasiones y los instintos.
También se denomina así a un antiguo instrumento de cuerdas metálicas punteadas, afinadas de a pares (como el laúd) pero con la parte posterior plana como la guitarra; de hecho, el nombre guitarra proviene de cítara. Un nombre más antiguo es el italiano cítole, a pesar de que el poeta británico Dante Gabriel Rossetti en su poema "La Doncella Bienaventurada"  infiere que son instrumentos diferentes. Otra designación inglesa como gittern aparentemente no se refiere a la cítara, sino que es un antiguo nombre inglés de la guitarra (u otro instrumento muy parecido).
Si la palabra aramea qath‧róhs está relacionada con la voz griega kithá‧ra (instrumento de cuerdas), de la que se deriva, entre otras varias, la palabra española “cítara”, esta es una transliteración que se aproxima a la expresión original. El qath‧róhs era uno de los instrumentos de la orquesta de Nabucodonosor. (Daniel 3:5, 7, 10, 15)
La cítara también es un instrumento de cuerda que se sostiene sobre las rodillas, en una mesa y que se puntea. Algunas cuerdas pueden ser pisadas (como en la guitarra actual) y otras tienen altura fija y son usadas para acompañamiento. Es un instrumento folclórico de la Europa Central. El nombre de este instrumento no se debe confundir con el del sitâr, con un largo mástil y un número variable de cuerdas que pertenece a un grupo diferente, el de los laúdes.
Modernamente tiene forma trapezoidal y el número de sus cuerdas varía de 20 a 30 y se ejecuta con púa o plectro. Es de un tamaño superior al violín, aunque existen diversos tamaños. Como dato curioso cabe apuntar que este instrumento fue dado a conocer en Venezuela por distintos fabricantes, solo como instrumento de aprendizaje musical, recibiendo el nombre comercial de Arpa Viajera, término atribuido al músico y compositor venezolano Hugo Blanco quien la comercializó con ese nombre.
Yuri Landman ha creado la Moodswinger, una cítara eléctrica resonante de 12 cuerdas con un tercer puente. Por otra parte, el tema fílmico de El tercer hombre, compuesto e interpretado por Anton Karas, es una de las composiciones escritas originalmente para cítara más famosas de todos los tiempos.

## Historia y desarrollo

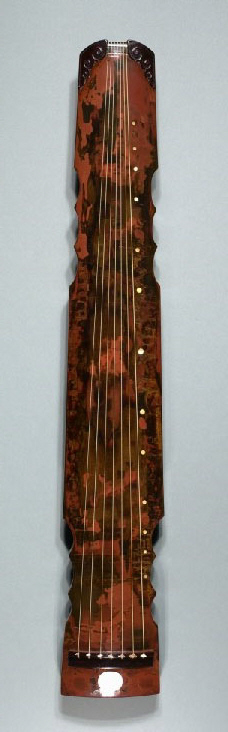
Guqin chino con siete cuerdas

Aunque hay pruebas de que se encontró un kanun en la Grecia micénica, que data del año 1600 a. C., el instrumento más antiguo que se conoce de la familia de las cítaras es un guqin chino, un instrumento sin trastes, encontrado en la tumba del marqués Yi de Zeng que data del año 433 a. C. A lo largo de los siglos siguientes se desarrollaron instrumentos similares con este diseño, por ejemplo el koto japonés con cuerdas de seda, el siter de los gamelan indonesios; el qānūn (o kanun) de Grecia y Oriente Medio; la valiha, una cítara de tubo de Madagascar; y muchos otros. El creciente interés por la 'música del mundo' ha dado un mayor reconocimiento a estos otros miembros de la familia de las cítaras, tanto antiguos como modernos. Muchos de estos instrumentos han sido muestreados electrónicamente, y están disponibles en bancos de instrumentos para sintetizadores musicales.

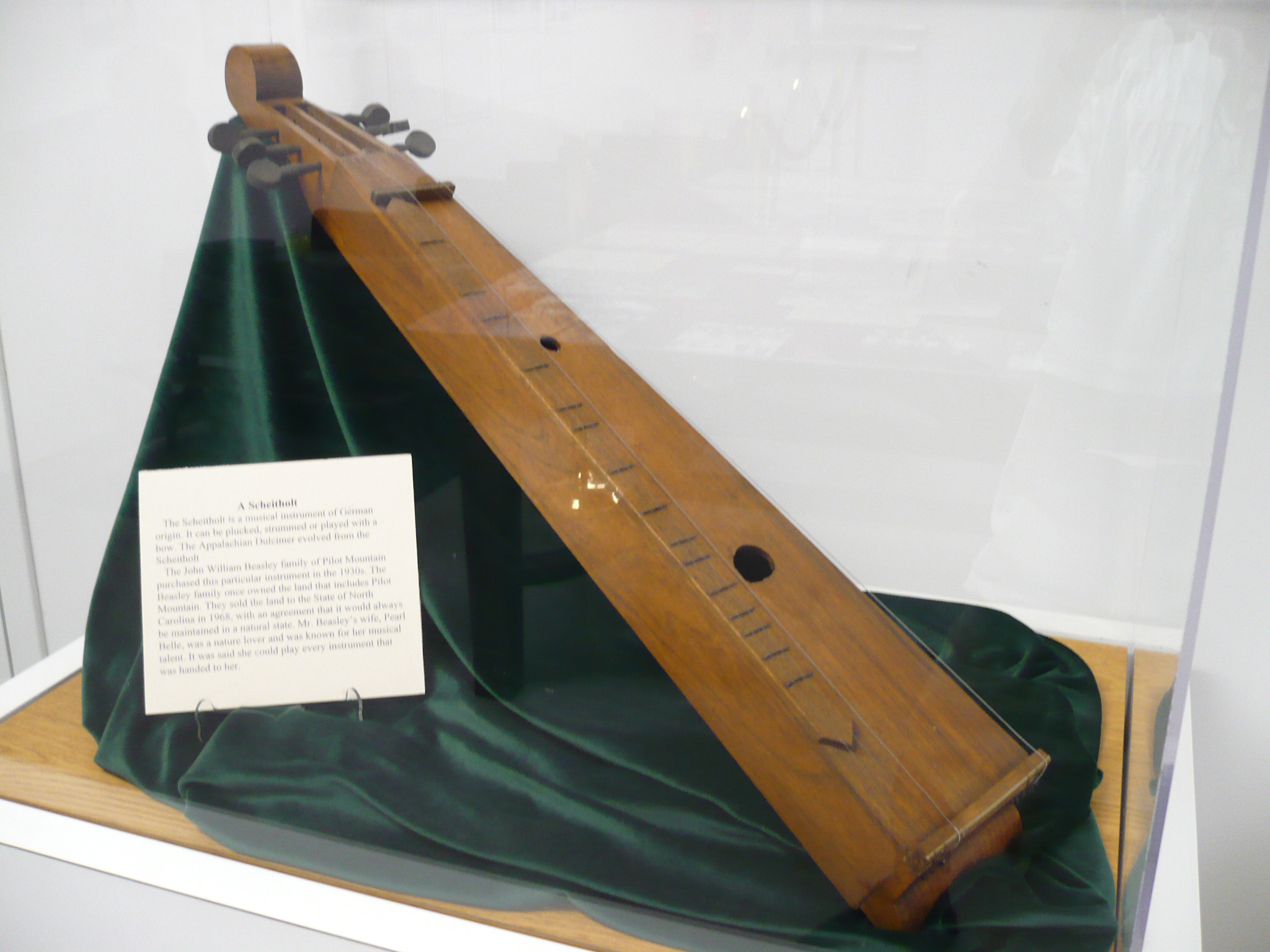
Alpine Scheitholt

En Europa y otras regiones más septentrionales y occidentales, las primeras cítaras eran más parecidas al moderno dulcémele, con cajas de resonancia largas, normalmente rectangulares, con una o más cuerdas de melodía y varias cuerdas de dron sin trastes. Algunos de ellos empleaban puentes móviles similares a los del koto japonés, utilizados para volver a afinar las cuerdas del bordón. El Scheitholt alpino es un ejemplo de este tipo de cítara europea más antigua. A finales del siglo XVIII, se desarrollaron dos variedades principales de cítaras de concierto europeas, conocidas como la Salzburgo cítara (con un lado redondeado alejado del músico), y la Mittenwald cítara (con ambos lados redondeados). Ambos estilos se siguen encontrando en las cítaras de concierto hoy en día, aunque el estilo Salzburgo se ha convertido en el más común con diferencia.

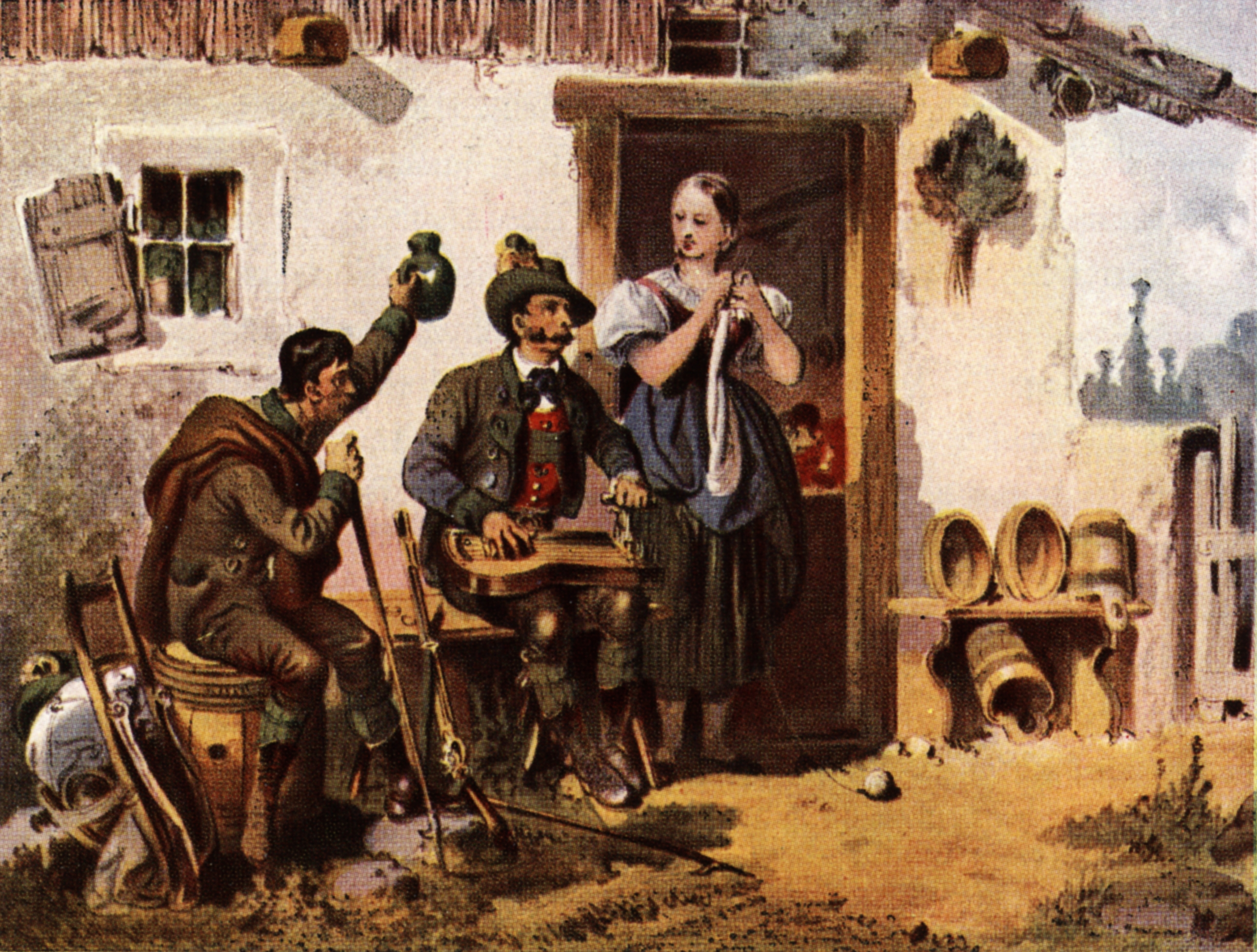
Citero antes de 1850 en Ausseerland, Estiria, tocando un instrumento estilo Salzburgo

La cítara se convirtió en un instrumento musical popular en Baviera y Austria y, a principios del siglo XIX, se conocía como Volkszither.
El citarista vienés Johann Petzmayer (1803-1884) se convirtió en uno de los virtuosos más destacados de estos primeros instrumentos y se le atribuye el mérito de haber convertido la cítara en un instrumento doméstico.
En 1838, Nikolaus Weigel de Múnich concibió la idea de adoptar puentes fijos, añadir cuerdas adicionales, afinarlas en el ciclo de quintas y trastear cromáticamente el diapasón - convirtiendo efectivamente un instrumento folclórico bastante tosco en la cítara de concierto. Sin embargo, sus ideas no fueron ampliamente aceptadas hasta 1862, cuando el lutier Max Amberger de Múnich fabricó una nueva cítara basada en el diseño de Weigel. En un plazo relativamente corto, el nuevo diseño había sustituido en gran medida a la antigua cítara popular (aunque seguía recibiendo el mismo nombre entre los músicos populares) en toda Europa central, especialmente en los países alpinos. Como "cítara de concierto" también comenzó a atraer la atención de compositores serios, algunos de los cuales se convirtieron en virtuosos de la cítara de concierto. Estos compositores, llamados "Altmeister", florecieron entre 1870 y 1910. Y nada menos que un compositor como Johann Strauss II dio al instrumento un solo destacado en uno de sus valses más famosos, "Cuentos de los bosques de Viena".
La cítara pasó por dos períodos de gran popularidad en Estados Unidos. El primero de ellos tuvo lugar entre finales del siglo XIX y principios del XX, cuando estaba muy de moda como instrumento de salón en muchos hogares. Durante ese periodo, varios fabricantes de instrumentos con sede en Estados Unidos, muchos de ellos fundados por lutieres europeos (especialmente alemanes y austriacos) o con personal de éstos, producían cítaras de concierto. Las cítaras de cuerda se comercializaban a menudo con nombres de marca confusos, como "cítara de guitarra" o "cítara de mandolina". Las grabaciones recientemente redescubiertas del cantante de góspel Washington Phillips, que utilizaba dos instrumentos simultáneamente, han revelado la capacidad virtuosa de la cítara de acordes a los músicos modernos que buscan revivirla. En la década de 1920, esta popularidad había empezado a decaer, ya que otros instrumentos de cuerda (sobre todo las guitarras) aumentaron su popularidad junto con la nueva moda de la música jazz.
En la década de 1950, el interés por las cítaras resurgió debido en gran medida al éxito de la película negra británica de 1949 El tercer hombre. La música de la banda sonora de la película, en la que sólo aparecía una cítara de concierto (ningún otro instrumento)- fue interpretada por el músico vienés Anton Karas. Su "The Third Man Theme" se lanzó como sencillo en 1949-50 y se convirtió en un éxito de ventas en el Reino Unido. Tras su lanzamiento en Estados Unidos en 1950, estuvo once semanas en el número uno de la Billboard U.S. Best Sellers in Stores Chart del 29 de abril al 8 de julio. La exposición convirtió a Karas en una estrella internacional. Un avance de la película de la revista Time afirmaba que "la famosa partitura musical de Anton Karas" tendría al público "en vilo con su cítara".
Esta nueva popularidad de la cítara duró hasta bien entrada la década de 1960, con muchos álbumes de éxito durante el período de intérpretes como Karas, Ruth Welcome, y Shirley Abicair. La estadounidense de origen alemán Ruth Welcome publicó varios álbumes de cítara muy populares entre 1958 y 1965 (por ejemplo, Romantic Zither; Zither South of the Border; Zither Goes to Hollywood). La cantante de origen australiano Shirley Abicair popularizó la cítara de acordes cuando la utilizó como acompañamiento en sus programas de televisión, actuaciones en directo y grabaciones en Gran Bretaña en los años 50 y 60. La música de cítara también apareció en un episodio de Twilight Zone - Mr Bevis en 1960.
Aunque el interés por la cítara empezó a decaer a finales de los años sesenta, debido a las dos vogas americanas todavía se pueden encontrar muchos instrumentos usados, en diversos estados de deterioro. Se ha convertido en un tópico que la mayoría de las cítaras que se ven hoy en día tienen 60 o 110 años. En la actualidad (2019), sólo unos pocos lutieres independientes y fabricantes centroeuropeos producen instrumentos nuevos.

## Cítara alpina
Una de las primeras descripciones de un instrumento de cítara en la región alpina proviene del suizo Thomas Platter (1499-1582). Informa que en su juventud puso cuerdas en una tablilla, hizo un puente debajo y tocó las cuerdas con los dedos. En "Syntagma musicum" (1619) de Michael Praetorius, se menciona un instrumento de este tipo bajo el término leña o troncos. Un instrumento de Brixen , fechado en 1675, tiene la forma de un rectángulo largo , dos cuerdas de juego y dos de acompañamiento y un diapasón con 14 trastes. Solo a fines del siglo XVIII comenzaron los intensos esfuerzos para modernizar el tipo de instrumento, principalmente en el área de Salzburgo y en Mittenwald.
Johann Petzmayer fue decisivo para la historia de éxito del instrumento en el siglo XIX . Nacido en Zistersdorf en 1803 , creció en Viena como hijo de un posadero y primero aprendió a tocar el violín, luego a la edad de 16 años también la cítara. Su cítara tenía tres melodías y 15 cuerdas de acompañamiento y fue el instrumento elegido en sus extensas giras de conciertos. En su segunda gira por Alemania en 1836/37, el duque bávaro Max lo escuchó en Baviera, quien luego contrató a Petzmayer como tutor privado y le otorgó el título de virtuoso de cámara en 1838. En el mismo año, Nikolaus Weigel (de Giesing, cerca de Múnich) publicó suEscuela teórico-práctica de cítara . En 1838, Petzmayer acompañó al duque Max en un viaje por Italia y Grecia para visitar al rey Otto. En Egipto hizo música al pie de las pirámides y compuso el vals Nilfahrt en un viaje en barco a Asuán . El amor por el folclore durante el período Biedermeier hizo que la cítara floreciera en Europa Central , con un desarrollo hacia un instrumento de salón burgués ("El piano del hombrecito"). Finalmente, a fines del siglo XIX, los instrumentos se fabricaron en grandes cantidades y se exportaron a todo el mundo, mientras que se fundaron "clubes de cítaras" en toda Alemania, algunos de los cuales aún existen en la actualidad.

## Cítara de concierto

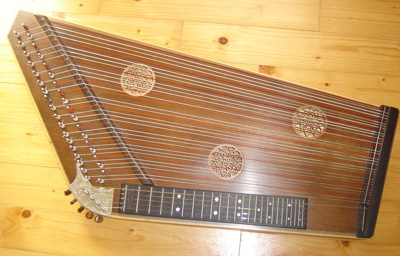
Cítara moderna de concierto con forma de salterio de Ernst Volkmann.

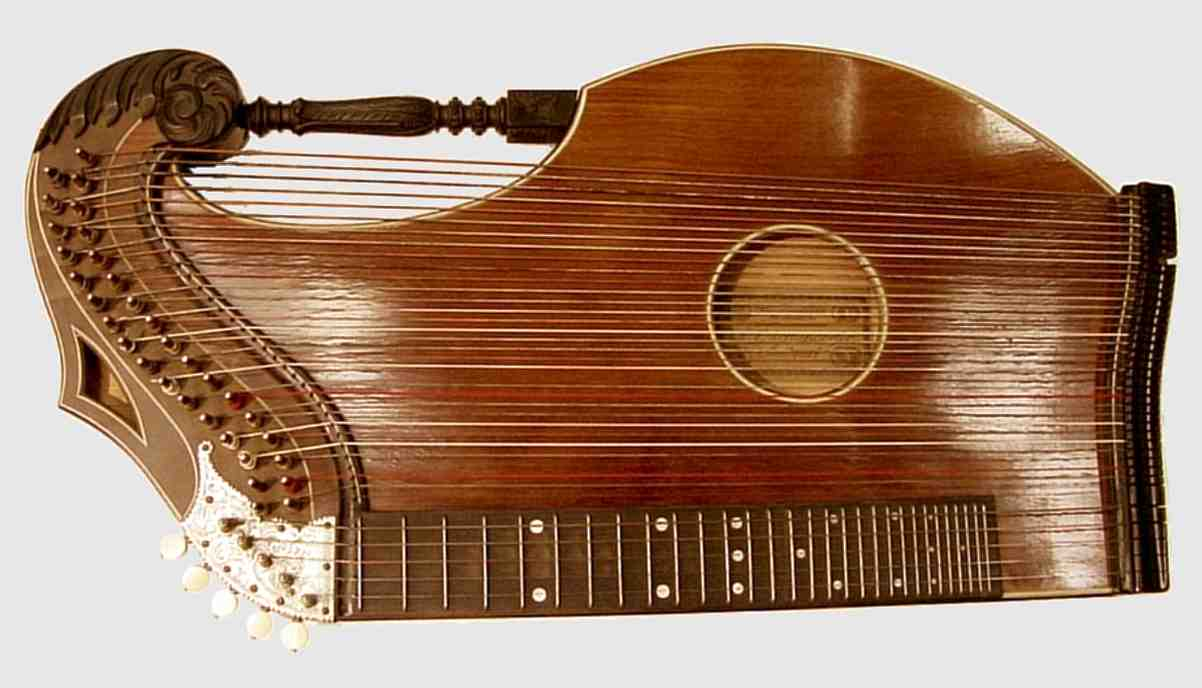
Cítara arpa de A. F. Kochendörfer, Stuttgart, comienzos del.

En términos de instrumentación, la cítara aguda anterior fue reemplazada por una llamada cítara alta o "elegía" de Georg Tiefenbrunner en 1851, un instrumento con una escala más larga y una afinación diferente (1 cuarta más baja). La primera cítara de concierto del diseño actual con una escala extendida fue construida en 1862 por Max Amberger en Múnich. Alrededor de 1930, Adolf Meinel (1872-1953) en Markneukirchen construye una cítara de quinta (1 quinta más alta) y una cítara de bajo (1 octava más baja), la gran tradición de hacer cítaras fue continuada por su hijo Adolf Richard Meinel (1910-2009) y luego por su hija Ulrike Meinel (* 1952).
Las últimas grandes innovaciones en la construcción de cítaras se produjeron en el siglo XX, sobre todo con el desarrollo de una cítara "en forma de salterio" por parte de Ernst Volkmann (Ingolstadt). Volkmann incorporó su conocimiento de la fabricación de violines. Con una tapa estirada para el cuerpo y el alargamiento a veces enorme de las escalas, le dio a sus instrumentos un sonido poderoso y asertivo, que es particularmente ventajoso para la interpretación de transcripciones barrocas y música contemporánea. Con sus cambios, Ernst Volkmann reaccionó al mayor desarrollo de la técnica de juego, la literatura y las necesidades cambiantes de los jugadores profesionales. Numerosos fabricantes de instrumentos tomaron su diseño y lo desarrollaron aún más a su manera.
La familia de cítaras de concierto incluye cuatro instrumentos que difieren en términos de tono y construcción. La cítara de uso común se llama cítara de agudos. El alto (un cuarto más bajo) y la cítara baja (una octava más baja) se derivan de esto. La quinta cítara más rara es una quintaafinado más alto que la cítara aguda. Los diferentes tipos a menudo se tocan juntos en un conjunto (como música de cámara o en conjuntos más grandes), y cada instrumento también se utiliza como instrumento solista. A excepción de la cítara aguda, los instrumentos se transponen: cítara alto en sol (grave), cítara baja en octavas en do (grave), cítara quinta en sol (agudo). Toda la gama de tonos está transpuesta, variando la gama tonal respectiva de los instrumentos entre cinco octavas y media y cuatro octavas y media.

## Técnicas de interpretación

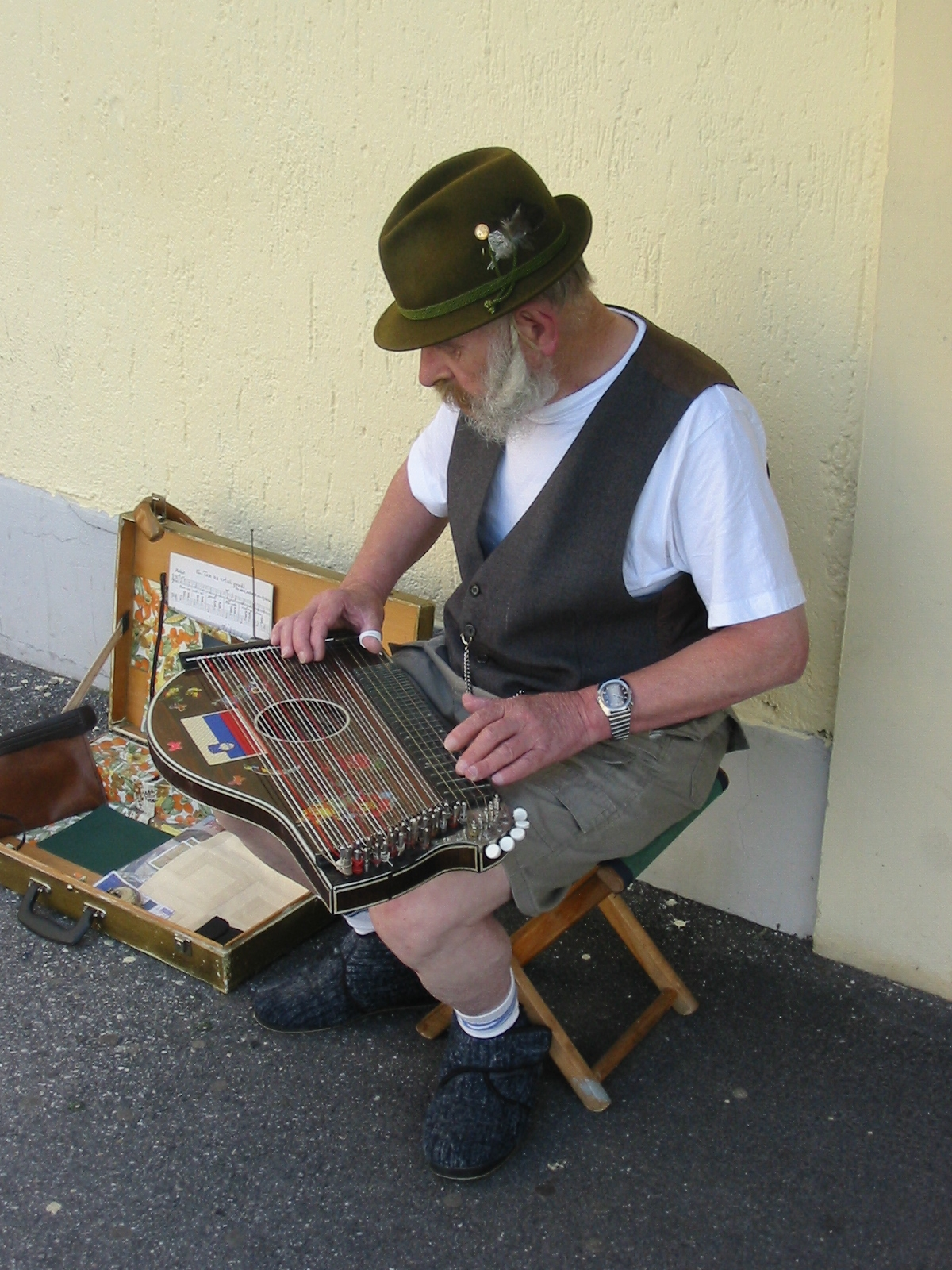
Cítara en Maribor, Eslovenia

La cítara se toca pulsando las cuerdas mientras está apoyada sobre una mesa (que actúa como resonador para amplificar el sonido), o puede sostenerse sobre el regazo.
En las cítaras de concierto y alpinas, las cuerdas melódicas se presionan contra el diapasón ("trasteadas") con los dedos de la mano izquierda, y se puntean con una púa en el pulgar derecho. Los dedos primero y segundo de la mano derecha puntean las cuerdas de acompañamiento y de los bajos, y el tercer dedo de la mano derecha puntea las cuerdas de los contrabajos (hay variantes de esta técnica).
El concepto de la cítara de cuerda es diferente al de las cítaras de concierto y alpinas. Estos instrumentos pueden tener de 12 a 50 (o más) cuerdas, dependiendo del diseño. Todas las cuerdas se tocan abiertas, a la manera de un arpa. Las cuerdas de la izquierda están dispuestas en grupos de tres o cuatro, que forman varios acordes que se tocan con la mano izquierda. Las cuerdas de la derecha son cuerdas sueltas (o pares de cuerdas) destinadas a que la mano derecha toque la melodía. La afinación puede variar mucho de un fabricante a otro e incluso de un modelo a otro, pero suele estar indicada en el propio instrumento, en forma de tabla pintada o pegada bajo las cuerdas.